# Сопп-ле-О
Сопп-ле-О (фр. Soppe-le-Haut) — упразднённая коммуна на северо-востоке Франции в регионе Эльзас — Шампань — Арденны — Лотарингия, департамент Верхний Рейн, округ Тан — Гебвиллер, кантон Мазво. До марта 2015 года коммуна в составе кантона Мазво административно входила в округ Тан. Упразднена и с 1 января 2016 года объединена с коммуной Мортсвиллер в новую коммуну Ле-О-Сальтсбак на основании Административного акта № 57 от 24 декабря 2015 года.
Площадь коммуны — 7,37 км², население — 574 человек (2006) с тенденцией к стабилизации: 564 человека (2012), плотность населения — 76,5 чел/км².

## Население
Численность населения коммуны в 2011 году составляла 562 человека, а в 2012 году — 564 человека.
| 1962 | 1968 | 1975 | 1982 | 1990 | 1999 | 2004 | 2006 | 2008 | 2011 | 2012 |
| ---- | ---- | ---- | ---- | ---- | ---- | ---- | ---- | ---- | ---- | ---- |
| 260  | 259  | 257  | 336  | 442  | 517  | 560  | 574  | 567  | 562  | 564  |

Динамика населения:

## Экономика
В 2010 году из 388 человек трудоспособного возраста (от 15 до 64 лет) 283 были экономически активными, 105 — неактивными (показатель активности 72,9 %, в 1999 году — 70,4 %). Из 283 активных трудоспособных жителей работали 270 человек (148 мужчин и 122 женщины), 13 числились безработными (четверо мужчин и 9 женщин). Среди 105 трудоспособных неактивных граждан 38 были учениками либо студентами, 36 — пенсионерами, а ещё 31 — были неактивны в силу других причин.
На протяжении 2011 года в коммуне числилось 216 облагаемых налогом домохозяйств, в которых проживало 560 человек. При этом медиана доходов составила 22063,5 евро на одного налогоплательщика.